# Вульф, Элси де
Элси Андерсон де Вульф (англ. Elsie Anderson de Wolfe), в замужестве леди Мендл (Lady Mendl; 20 декабря 1865[…], Нью-Йорк, Нью-Йорк — 12 июля 1950[…], Версаль) — американская театральная актриса, хостес и дизайнер интерьеров, известная своими антивикторианскими интерьерами. Одна из родоначальниц современного дизайна. Первая профессиональная женщина-дизайнер интерьеров в США.

## Биография

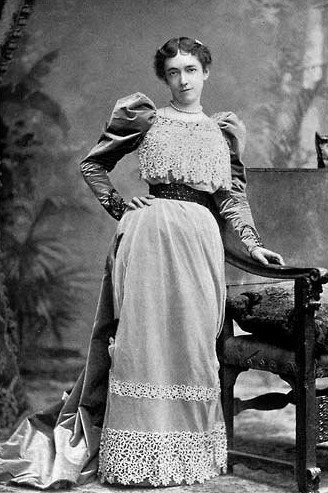
Элси де Вульф в 1880 году

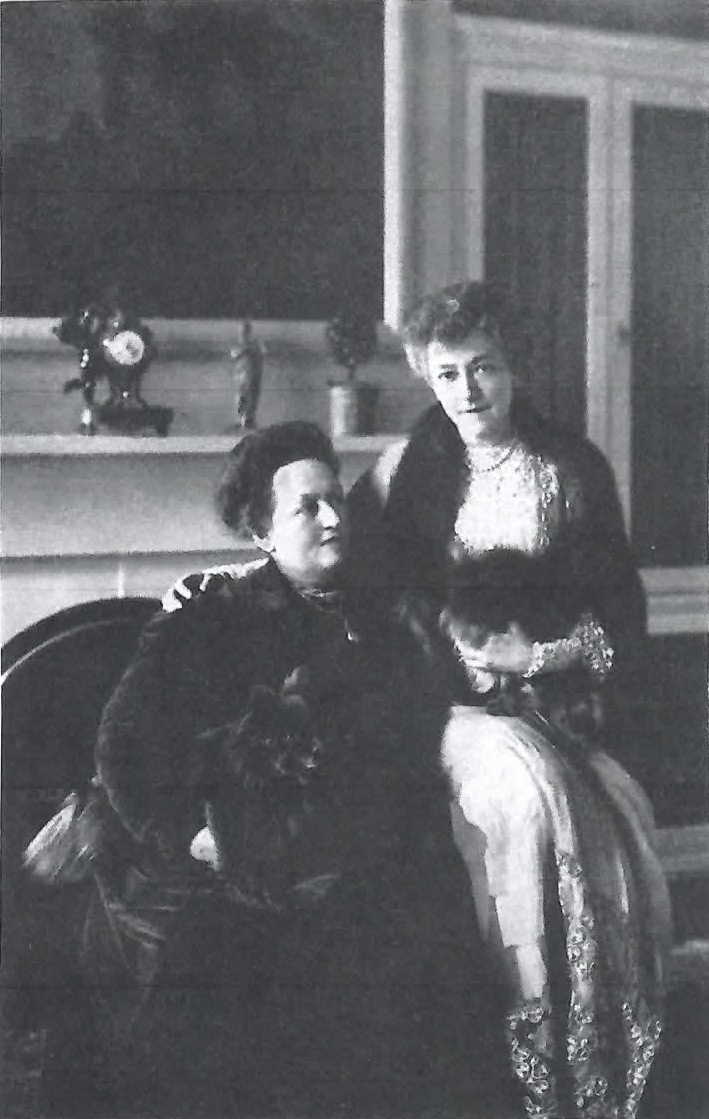
Элизабет Марбери и Элси де Вульф в 1923 году

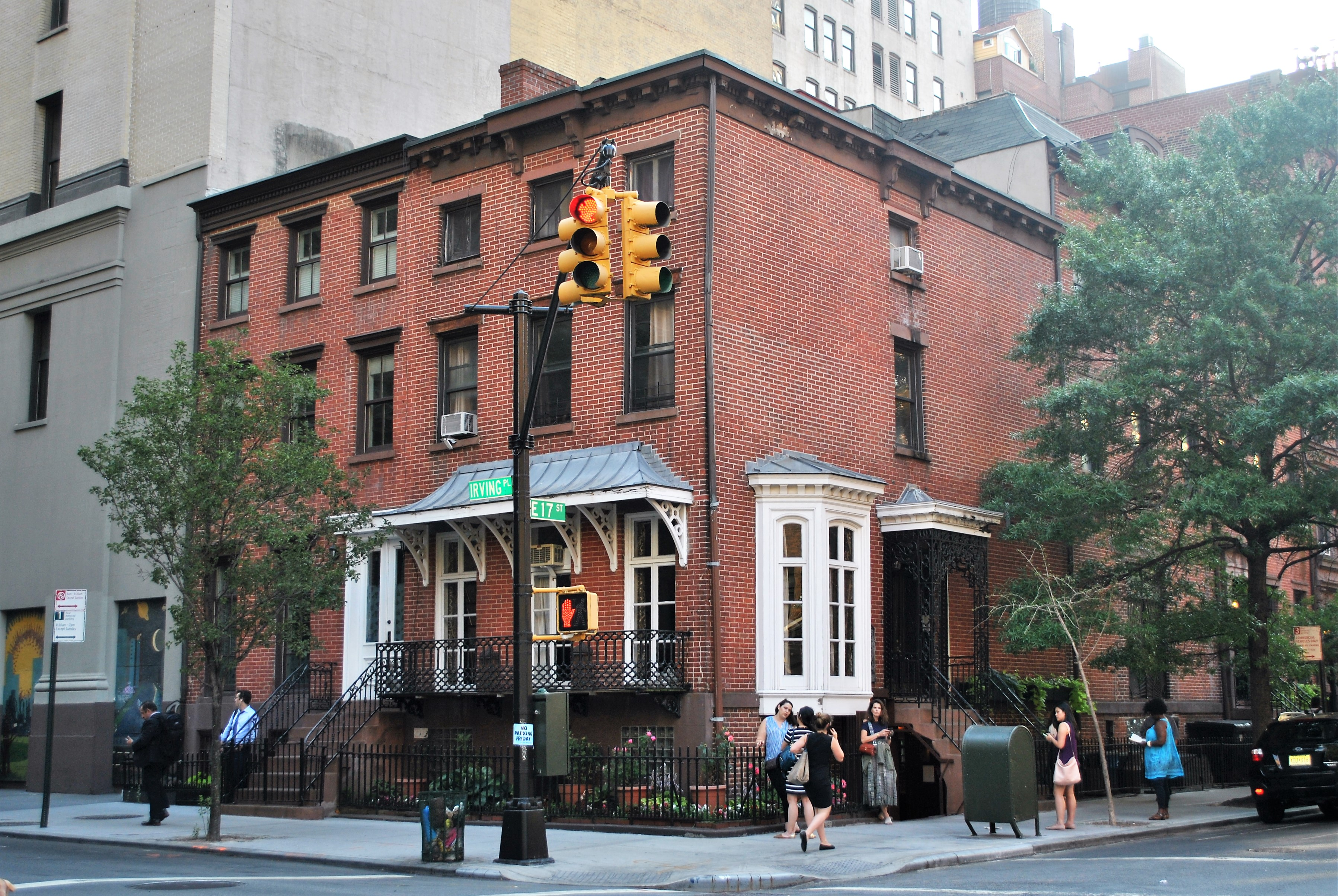
«Ирвинг Хауз» в Нью-Йорке, который снимали на двоих Элизабет Марбери и Элси де Вульф

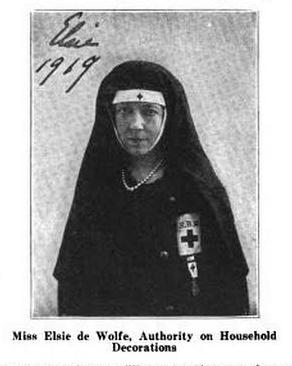
Элси де Вульф в 1919 году в форме волонтёрки Красного Креста

Родилась 20 декабря 1859 года в Нью-Йорке. Отец — процветающий, но непрактичный врач. Мать — канадка с шотландскими корнями. Семья имела средний достаток и постоянно испытывала денежные трудности.
Получила частное образование в Нью-Йорке. В 1881 году переехала учиться в Эдинбург, столицу Шотландии, где жила у родственников по материнской линии. Благодаря связям, была представлена ко двору королевы Великобритании Виктории в 1883 году. В 1884 году вернулась в Нью-Йорк и стала выступать в любительских театральных постановках, популярной в то время форме сбора благотворительных средств.
В 1887 году познакомилась с Элизабет Марбери, которая стала её компаньонкой и любовницей на долгие годы, до смерти Марбери в 1933 году. С Марбери поддерживали дружеские отношения Оскар Уайльд, Джордж Бернард Шоу и Джеймс Мэтью Берри, автор «Питера Пэна».
После смерти отца в 1890 году, из-за стеснённых финансовых обстоятельств обратилась к профессиональной сцене. В этом ей помогла подруга, театральный агент Элизабет Марбери. Дебютировала в пьесе «Термидор» Викторьена Сарду, поставленной Чарлзом Фроманом. Гастролировала с ней два года. В 1894 году стала постоянным членом труппы Фромана. В 1901 году участвовала в постановке на Бродвее вместе с Джорджем Ледерером новой пьесы Клайда Фитча «The Way of the World». Два года гастролировала с ней. Покинула сцену в 1905 году.
В 1903 году Элси де Вульф, её подруга Элизабет Марбери и филантропка Анна Морган купили виллу Трианон в Версале во Франции, которая стала вторым центром их общественной жизни.
Элси де Вульф и Марбери сняли на двоих дом в Нью-Йорке под названием «Ирвинг Хауз», который Элси де Вульф переоборудовала во французском стиле, что сделало компаньонок самыми модными хозяйками Нью-Йорка.
По предложению Элизабет Марбери и Сары Купер Хьюитт (Sarah Cooper Hewitt) Элси де Вульф занялась дизайном интерьеров, в то время почти исключительно мужским делом. Ей помогли репутация сценографа, успех в украшении дома, который она делила с подругой Элизабет Марбери и связи в обществе. Архитектор Стэнфорд Уайт помог ей выиграть заказ на дизайн интерьеров для Колониального клуба — первого частного женского клуба, основанного в Нью-Йорке в 1903 году Флоренс Харриман. Там она продемонстрировала свои фирменные принципы дизайна: простота, воздушность (за счёт использования зеркал и светлых оттенков краски и ткани), а также визуальное (а не простое стилистическое) единство. Её поразительный успех там твердо поставил её как первую профессиональную женщину-дизайнера интерьера в США.
После открытия Колониального клуба в 1905 году в течение шести лет работала дизайнером интерьеров. В 1913 году открыла своё бюро. В 1915 году делала интерьеры второго этажа усадьбы в Нью-Йорке для Генри Клэй Фрика, что сделало её богатой. Среди её клиентов были Анна Вандербильт, Анна Морган, Виндзоры и многие другие. Ввела моду на шинуазри, лёгкие и светлые французские интерьеры, лёгкие обивочные ткани с цветочными принтами, удобную мебель и практичные интерьеры.
Ярко выраженный и явно антивикторианский стиль Элси де Вульф способствовал формированию вкуса у её поколения. Серия статей в журналах Good Housekeeping («Домашний очаг») и The Delineator была собрана ею в книге The House in Good Taste («Дом в хорошем вкусе»), опубликованной в 1913 году и ставшей популярной среди американских женщин.
В годы Первой мировой войны работала волонтёркой Красного Креста во Франции. Получила Военный крест и Орден Почётного легиона за свою работу по оказанию помощи больницам, особенно среди пациентов с газовыми ожогами.
В 1926 году вышла замуж за пресс-атташе Британского посольства в Париже, сэра Чарлза Мендла. Брак был фиктивным, супруги жили в раздельных апартаментах. В начале Второй мировой войны леди Мендл вернулась в США. Ей было возвращено американское гражданство специальным актом Конгресса. После войны леди Мендл вернулась на виллу Трианон.
Леди Мендл оказала сильнейшее влияние на Уоллис Симпсон, супругу Эдуарда VIII в момент её становления в Англии, после переезда в 1928 году. Привила ей вкус в одежде, умение сервировать стол и быть леди. Делала дизайн интерьеров для Шато-де-ла-Кро, в котором Виндзоры поселились в 1938 году, через год после свадьбы. В 2004 году особняк купил российский олигарх Роман Абрамович.
Популяризировала ношение коротких белых перчаток. Первой в 1924 году красила седые волосы в голубой цвет. Изобрела коктейль «Розовая Леди».
Написала автобиографию After All, опубликованную в 1935 году.
Умерла на вилле Трианон в Версале 12 июля 1950 года в возрасте 85 лет.
В 1982 году опубликована биография Elsie De Wolfe: A Life in the High Style (The Elegant Life and Remarkable Career of Elsie de Wolfe, Lady Mendl), написанная Джейн Смит (Jane S. Smith).

Интерьеры Элси де Вульф
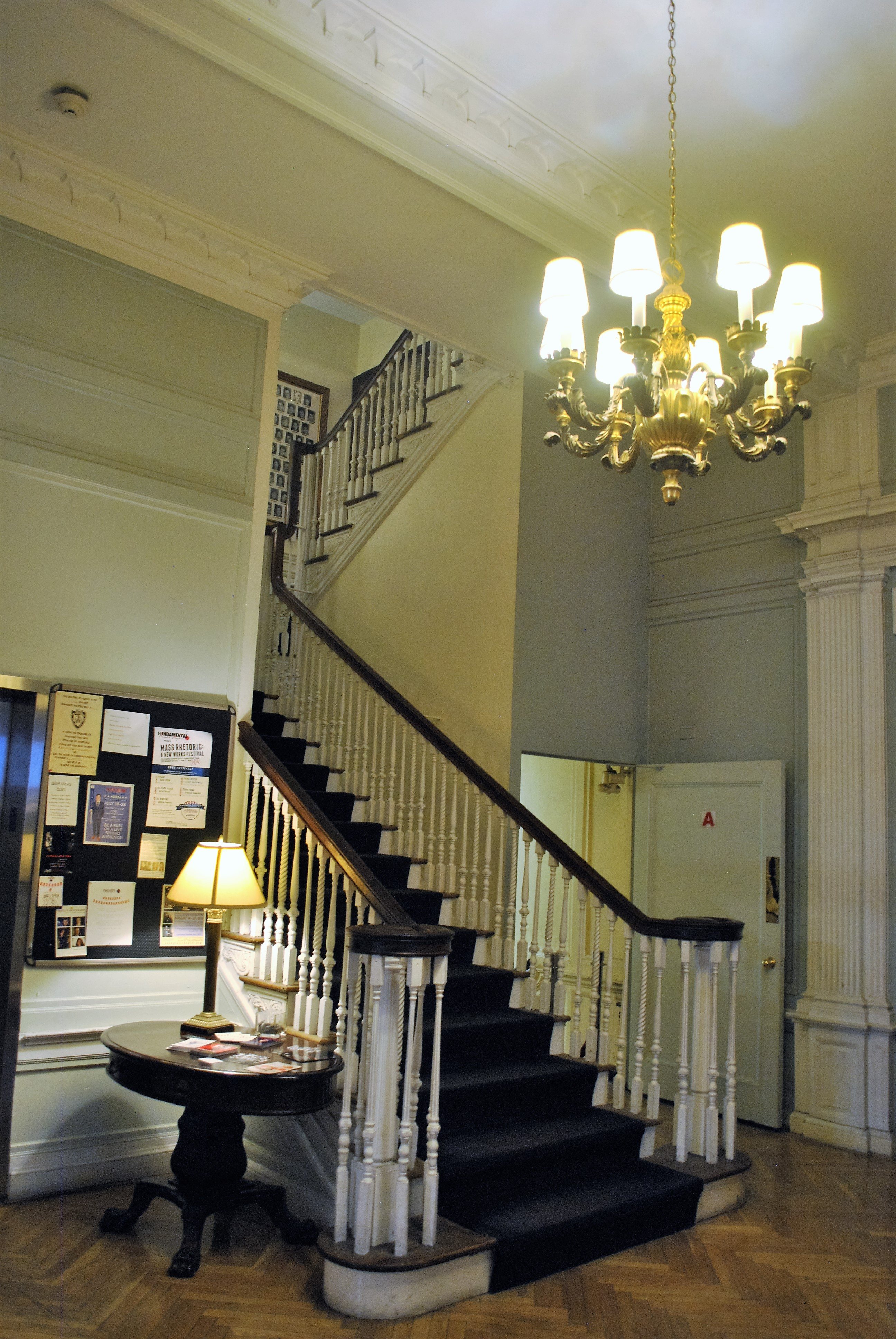
Женский Колониальный клуб[англ.] в Нью-Йорке
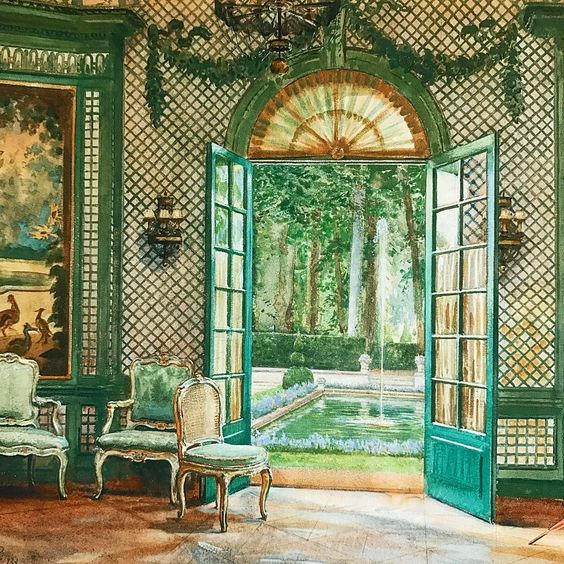
Интерьер павильона на вилле Трианон в Версале